# Кампањ (Оаза)
Кампањ (фр. Campagne) насеље је и општина у североисточној Француској у региону Пикардија, у департману Оаза која припада префектури Компјењ.
По подацима из 2011. године у општини је живело 150 становника, а густина насељености је износила 32,97 становника/km². Општина се простире на површини од 4,55 km². Налази се на средњој надморској висини од 70 метара (максималној 92 m, а минималној 54 m).

## Демографија
| 1962. | 1968. | 1975. | 1982. | 1990. | 1999. | 2011. |
| ----- | ----- | ----- | ----- | ----- | ----- | ----- |
| 111   | 125   | 109   | 123   | 120   | 132   | 150   |

График промене броја становника у току последњих година